# Jorge Ramón Castelli
Jorge Ramón Castelli Ortiz (n. Tacuarembó, Uruguay), más conocido como "El Chueco", es un exitoso entrenador uruguayo de fútbol. Actualmente trabaja como Gerente Deportivo en la Intendencia Municipal de Tacuarembó.

## Estadísticas como entrenador
Actualizado al 20 de febrero de 2019
| Equipo           | Partidos | Victorias | Empates | Derrotas | Efectividad |
| ---------------- | -------- | --------- | ------- | -------- | ----------- |
| Tacuarembó F. C. | 13       | 11        | 1       | 1        | 87,17%      |
| Tacuarembó F. C. | 15       | 7         | 3       | 5        | 53,33%      |
| Danubio F. C.    | 8        | 2         | 1       | 5        | 29,16%      |
| Tacuarembó F. C. | 14       | 4         | 2       | 8        | 33,33%      |